# Ісаєнко Денис Вікторович
Денис Вікторович Ісаєнко (17 березня 1980, м. Харків, СРСР) — український хокеїст, захисник. Виступає за Кременчук в Чемпіонаті Укпраїни з хокею. Майстер спорту.
Виступав за «Торпедо-2» (Ярославль), «Беркут-Київ» (Київ), «Кристал» (Саратов), ХК «Гомель», «Сокіл» (Київ), «Беркут» (Київ), Крижинка, Дженералз.
У складі національної збірної України провів 81 матч (9+16), учасник чемпіонатів світу 2004, 2005, 2006, 2007, 2010 (дивізіон I) і 2011 (дивізіон I). У складі молодіжної збірної України учасник чемпіонатів світу 2000 (U-20).
Досягнення
- Чемпіон СЄХЛ (2000, 2001)
- Чемпіон України (2000, 2001, 2002, 2005, 2006, 2009), бронзовий призер (2012)
- Володар Кубка Білорусі (2003, 2004, 2007)
- Володар Кубка України (2007);